# Vestit de fallera

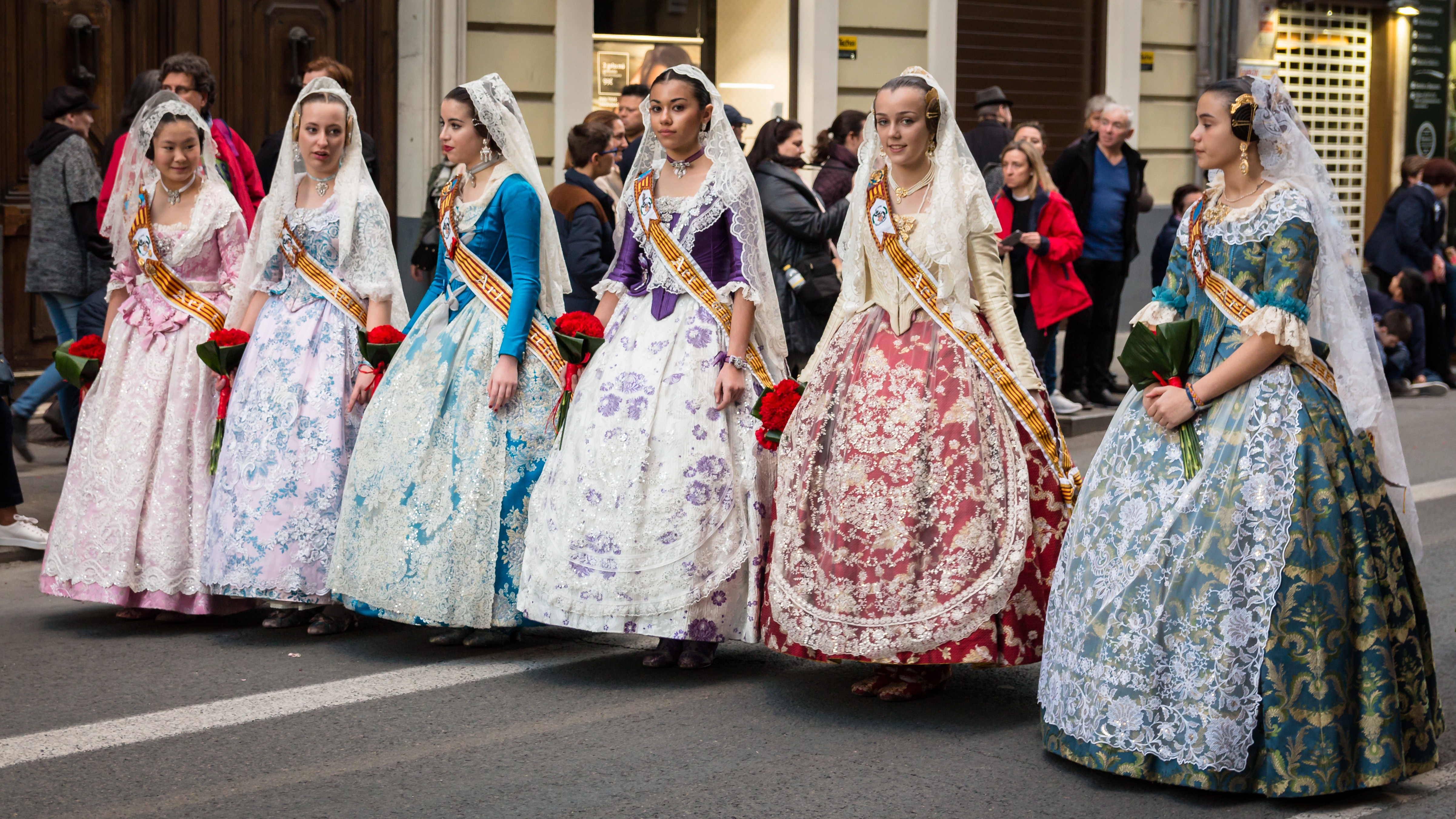
Dones vestides amb el vestit de fallera

El vestit de fallera és la vestimenta o abillament que representa o està relacionat amb la festivitat de les falles i que relaciona les dones vestides amb ell a aquesta festa.
Existeixen dos tipus de vestit de fallera diferenciats pel segle en què estan inspirats, el vestit de fallera del segle xviii i el vestit de fallera del segle xix.

## Parts del vestit de fallera
- Camisa: És la roba interior. Sol ser a conjunt amb les sinagües.
- Sinagües: Roba interior que es porta sota la falda, acompanyada d'un alçador per donar vol a la falda.
- Calces: Estan fetes de teixits com a seda o cotó amb brodats.
- Sabates: Normalment estan folrades amb la mateixa tela del vestit. N'hi ha de diversos estils.
- Falda: Confeccionada a base de seda o raió i tenen estampats de flors de colors o brocatellats.
- Cosset: Part superior del vestit, que va acompanyada de manteletes i està fabricada amb la mateixa tela que la falda. L'estil de la mànega canvia depenent de la inspiració del segle del vestit.
- Les manteletes: Fetes de materials com tul, seda, etc., van brodades de fil d'or o de plata formant dibuixos. La seua forma pot variar. Les manteletes es componen de dues parts: la superior, que és la que es porta en el cosset, i la inferior, l'anomenat davantal.
- Les pintes: Es col·loquen sobre els monyos i poden ser cisellades en llautó platejat o llautó en or.
- Les joies: solen estar fetes a mà per un orfebre. El conjunt està compost d'una joia que es col·loca en la part superior del cosset al costat de l'escot, el collaret i les agulles que es claven al monyo posterior i serveixen de subjecció d'aquest.[2]

## El vestit de fallera delseglexviii
Està inspirat en els vestits del segle xviii i es caracteritza per estar basat en els gravats antics. El cosset cau per fora i s'ajusta al cos amb elements rígids. Porta mànegues estretes que arriben fins al colze. Es porta amb un monyo i s'ensenyen els turmells i les sabates.

## El vestit de fallera delseglexix
Està inspirat en els vestits del segle xix i es caracteritza perquè les mànegues són de seda i passen a formar part del cosset, a més de ser més curtes. Així mateix, tenen forma de fanalet. Es caracteritza per portar un conjunt de joies realitzat amb perles en forma de raïm. Es porta amb pentinat amb ratlla en forma de T, i 3 monyos.